# Марко Авреліо Сото
Марко Авреліо Сото (13 листопада 1846 — 25 лютого 1908) — президент Гондурасу з 1876 до 1883 року. Був президентом-реформатором та мав величезний вплив на життя країни свого часу. 1880 року заснував Національну бібліотеку Гондурасу.

## Життєпис
Народився в Тегусігальпі. У віці дев'яти років виїхав разом із батьком до Гватемали, де блискуче навчався та здобув фах юриста.
Будучи дуже молодою особою, почав приваблювати увагу до власних гарно написаних літературних і політичних статей, натхнених принципами революції 1871 року. Генерал Хусто Руфіно Барріос призначив Сото заступником державного секретаря, розгледівши неабиякий талант. Невдовзі самого міністра було звільнено, Сото ж залишився міністром внутрішніх справ, юстиції та у справах церкви.
Пізніше він виконував обов'язки міністра закордонних справ та народної освіти. На цій посаді він започаткував першу систему публічної початкової, середньої та професійної освіти, що базувалась на сучасних принципах. 1876 року Сото був призначений послом у Гватемалі для забезпечення миру між Гватемалою та Сальвадором. Цю місію він з успіхом завершив, підписавши угоду в Санта-Ані 8 травня.
1876 року був обраний тимчасовим президентом. Наступного року він став конституційним главою держави. Упродовж свого правління Сото проводив ліберальні реформи. Ці реформи передбачали адміністративні, політичні, економічні та соціальні зміни з метою стабілізації ситуації в країні.
Президент Сото прагнув до поліпшення якості зв'язку та пошти, включаючи будівництво залізниць, телеграфної системи. Окрім того, він переніс столицю до Тегусігальпи. Незважаючи на прогрес, якого сягнув Гондурас за часів правління Сото, країна залишалась мало розвинутою, їй не вистачало експортних продуктів, таких як кава, щоб розрахуватись за інвестиції, необхідні для покращення інфраструктури.
Наприкінці терміну правлінню Сото почав загрожувати уряд Гватемали на чолі з Хусто Руфіно Барріосом. Тому президент був змушений тікати з країни та залишити владу Раді міністрів.